# 좀조개
좀조개(Teredo navalis)은 우럭목 좀조개과의 조개이다.